# Gil Braltar
Jules Verne humoros, szatírikus novelláját, a Gil Braltar-t 1886-ban írta, először a Petit Journal vasárnapi mellékletében jelent meg 1887. január másodikán. Könyvként Verne kiadója, Pierre-Jules Hetzel adta ki 1887. október harmadikán, a novellát a Haza, Franciaországba kisregénnyel egy kötetben. Ez utóbbi terjedelme épp hogy meghaladja a száz oldalt, a Gil Braltar pedig még öt oldal sincs.

## Tartalom
|  | Alább a cselekmény részletei következnek! |

Gil Braltar spanyol nemes majomnak öltözve támadja meg a britek védte Gibraltárt, serege őt is valódi majomnak hívő majmokból áll. Rátörnek Mac Kackmale tábornokra, Gibraltár parancsnokára, aki katonáival lefogatja a spanyolt. Ő maga veszi fel Gil Braltar majom-jelmezét, áll élére a lázadó állatoknak, akiket így eltérít céljától, és leszerel.
Verne következtetése szerint ez az oka, hogy az angol korona mindig ronda tábornokot állít a gibraltári erők élére.
|  | Itt a vége a cselekmény részletezésének! |

## Szereplők
- Gil Braltar, spanyol hidalgo, elmeháborodott;
- Mac Kaxkmale angol tábornok, Gibraltár parancsnoka.

## Érdekesség
- Verne ironikus szatírában fogalmazza meg kritikáját az angol imperializmusról, hódító vágyukról, rasszizmusukról és gyarmati politikájukról. Verne egyébként az angol gyarmati politikát nem mindig ítéli el, a A gőzház regényében jól tetten érhető a pro- és kontra érvek felsorakoztatása. A francia gyarmatosítás hatása viszont minden művében pozitív ellentétben a némettel, amely mindig negatív, amelyet bátran kritizál.

- Nem ez az egyetlen Verne mű, amely komoly problémát humoros formában dolgoz fel, elég a Ox doktor hóbortos ötlete , Tiz órán át a vadászaton, Bombarnac Klaudius, A Robinsonok iskolája vagy a Clovis Dardentor regényeire gondolni.

- Intelligens majmok felbukkannak a Város a levegőben és A rejtelmes sziget művekben is.

## Magyar kiadások
A Gil Braltar magyar kiadásai követték az eredeti francia kiadást, így a Haza, Franciaországba regénnyel egy kötetben jelentek meg.